# Dolești
Dolești falu Romániában, Erdélyben, Fehér megyében, Erdélyben.

## Fekvése
Vidrișoara közelében fekvő település.

## Története
Doleşti korábban Vidrișoara része volt, 1956 körül vált külön településsé, ekkor 206 lakosa volt. 1966-ban 175, 1977-ben 163, 1992-ben 118, 2002-ben pedig 115 román lakosa volt.